# Jonathan Hill
Jonathan Hill, Baron Hill of Oareford, CBE, PC (Londen, 24 juli 1960) is een Brits politicus van de Conservatieve Partij.

## Biografie
In 2010 werd hij verheven tot baron. In 2013 en 2014 was hij leader van het Britse Hogerhuis en kanselier van het Hertogdom Lancaster.
Hill is sinds 1 november 2014 lid van de Europese Commissie. Hij heeft de portefeuille Financiële Stabiliteit, Financiële Diensten en Kapitaalmarkten gekregen en is als zodanig verantwoordelijk voor de Europese Bankenunie.
Hill is een pro-Europese Conservatief. Op 25 juni 2016 kondigde hij zijn aftreden aan, naar aanleiding van de winst van het brexit-kamp bij het referendum over het EU-lidmaatschap van het Verenigd Koninkrijk. Zijn portefeuille werd overgenomen door vicevoorzitter Valdis Dombrovskis.

## Onderscheidingen
- Commandeur in de Orde van het Britse Rijk (1995)
- baron in de Peerage van het Verenigd Koninkrijk (2010).